# チンカイ
チンカイ（Činqai、チンハイ、? - 1251年?）は、モンゴル帝国の政治家。『集史』『世界征服者の歴史』などのペルシア語資料では چينكقاى بيتكچى Chīnkqāī Bītikchī、 چينقاى بيتكچى Chīnqāī Bītkchī と書かれる。漢語史料では鎮海と書かれ、田鎮海とも呼ばれた。漢語史料の『元史』ではケレイト部族の出身、ペルシア語の『集史』ではウイグル部族とされる。ネストリウス派のキリスト教徒だと伝えられている。

## 生涯
軍伍長としてチンギス・カンに仕え、ケレイトとの戦いで敗走したチンギスとともにバルジュナ湖の濁水をすすった19人の功臣の一人に含まれる。1203年のナイマン部族討伐に参加し、戦後チンカイは軍功を評価されて良馬を下賜される。
チンギスがモンゴル高原を統一すると、チンカイは宮廷（オルド）に仕える書記官（ビチクチ）の筆頭に挙げられた。1212年にチンカイはアロハン（阿魯歓）での屯田を命じられ、同年に鎮海城の名前で知られる城砦を建設する。南宋からの使者の彭大雅および徐霆による報告書『黒韃事略』には、チンカイが中国と漢北の中継交易で利益を上げていたことが報告されている。チンギスの招請を受けた全真教の道士の丘長春（長春真人）は、中央アジアへの旅行の途上に鎮海城を訪れてチンカイに面会し、ここから先の旅程をチンカイと共にしている。
チンギスの死後、後継者オゴデイ・カアンのもとで整備された宮廷書記による文書行政機構（中国史料の中書省）の最高責任者（ウルグ・ビチクチ）となり、漢文史料には「中書右丞相」の肩書きで表れる。チンカイは首都カラコルムに置かれた書記局の首班を務め、マフムード・ヤラワチ、耶律楚材、粘合重山ら様々な人種で構成される人員を統率した。文書化されたカアンの命令はチンカイが文末にウイグル語で添え書きをして初めて効力を持ち、そのためチンカイはモンゴル帝国の東西に強い権限を有していたと言える。また、オゴデイの下で行われた金国遠征に従軍し、河中・河南・鈞州・蔡州を攻撃した功績によって恩州の千戸を与えられ、西域・汴京の工匠の管理を命じられた。
1241年にオゴテイが死去すると、監国として政権を握ったオゴデイの皇后ドレゲネとその側近のファーティマ・ハトゥンによって中書右丞相の職を解任されるが、コデンの助けを得てオゴデイの長男のグユクの即位後に復職する。病身であるグユクは政務を執ることができず、チンカイともう一人の大臣であるカダクに内政の処理を委任していた。トルイの長男のモンケが即位した後、チンカイはグユクの皇后オグルガイミシュと共に処刑されたが、グユクの支持者と見なされたためだと考えられている。

## 鎮海城
1212年、チンギス・カンの命令を受けたチンカイはアルタイ地方に城郭を築き、工事には金国遠征で捕らえた工匠が動員された。この城廓は建設者の名をとって「チンカイ・バルガスン(モンゴル語: Činqai Balγasun/鎮海城)」と呼称されている。チンカイが建設した城では農業、鉄器の生産が行われており、前線に兵糧と武器を供給する兵站基地として機能していたと考えられている。モンゴル帝国が衰退した後、鎮海城の名前は史料から見られなくなるが、城を訪れた丘長春の弟子が編集した『長春真人西遊記』の記述と考古学的調査から、ゴビ・アルタイ県シャルガのハルザン・シレグ遺跡が鎮海城の址だと推定されている。